# 櫻花 (決明子單曲)
《櫻花》（日语：さくら），是日本音樂團體決明子的第14張單曲和代表作之一。2005年2月16日發行。

## 簡介
歌詞講述又到了櫻花飛舞的季節，主人公不禁想起往昔和戀人青澀而美好的愛情故事。歌曲PV邀請了著名男演員萩原聖人和女模特兒鈴木惠美出演，PV在有線放送上大受歡迎。
單曲發行首週銷量即達21萬張，創下了決明子初動銷量的紀錄，也拿下了他們首個Oricon公信榜單曲冠軍。 在3月到4月的櫻花時節，單曲的銷量更是急上升。到當年年底，單曲的累計銷量已經超過94萬張，但是在Oricon年榜的最後一個星期，被修二與彰的《青春Amigo》反超，屈居年度單曲銷量亞軍，也是Oricon公信榜史上單曲年榜冠亞軍差距最小的一次。
同年發售收錄這首歌的原創專輯《決明破力士4》銷量超過二百萬。
2010年，這首歌開放了全曲的網絡付費下載，發行了5年的「舊歌」首週即登上RIAJ付費音樂下載榜冠軍等多處下載榜的冠軍。

## 收錄曲目
Words&music：決明子
1. 櫻花
basic track：NAOKI-T
sound produce：NAOKI-T
2. 決明森巴（ケツメンサンバ）
basic track：YANAGIMAN
sound produce：YANAGIMAN
3. 新生活 (acoustic mix)